# 近藤高弘
近藤 高弘（こんどう たかひろ、1958年9月4日 - ）は日本の京都府の出身の陶芸家・美術家である。陶の素材・表現を基軸に、土やガラスや金属などの立体・平面の造形表現を制作している。祖父は人間国宝の近藤悠三。

## 経歴
京都府京都市東山区清水に近藤濶（陶芸家）の長男として生まれる。
学生時代は卓球選手として活躍。インターハイ・シングルチャンピオン、関東学生シングルス、全日本学生卓球選手権大会ダブルスチャンピオン、国際大会の日本代表にも複数回選出されている。卓球選手として鍛練された運動能力と精神の強さが、その創作活動の上で大きく役立っていると語ることがある。
法政大学卒業後、一般企業に就職するも、26歳の時伯父で陶芸家・近藤豊の自死の衝撃が芸術の道を志すきっかけとなり、京都府立陶工職業訓練校に入学する。
1994年京都市芸術新人賞受賞、2002年文化庁派遣芸術家在外研修員、2003年エジンバラ･カレッジ･オブ・アート修士課程修了、Inglis Allen Masters賞受賞
作品は初期には近藤家の伝統的な染付作品を制作、その後実用的な器の仕事から離れ、幾何学・抽象的な時空壺シリーズを制作、また、銀滴彩と名付けたオリジナル技法（特許取得）によるミストシリーズを展開。国内・海外での展覧会やアートフェアーに多数出品している。

## 係累
- 染付の人間国宝、近藤悠三が祖父。
- 父・近藤濶（近藤悠三の次男）、叔父・近藤豊（近藤悠三の長男）も同じく陶芸家。
- 俳優の近藤正臣と、父・近藤濶はいとこ同士。
- 幕末の志士・近藤正慎は高祖父（祖父の祖父）にあたる。

## 活動
個人としての作品制作以外の活動としては以下。
- 火・土・水アースワーク

活動実績：奈良・天河大弁財天社、伊豆大島・三原山、鎌倉・安国論寺、マウイ島・ハレヤカラ山、フランス・ブルゴーニュ・ルジュック、出羽・羽黒創造の森、伊勢・猿田彦神社おひらき祭
- モノ学・感覚価値研究会
- 日本文化デザイン会議
- マツタケ十字軍

## 著書
- 「KONDO TAKAHIRO －Painter and Potter－」(ナショナル・ミュージアム・オブ・スコットランド/1995年)
- 「青 －Blue Spirit－」(同朋舎/1996年)
- 「Time and Space レゾネ」(イムラ・アート・ギャラリー/1999年)
- 「青のゆくえ －Blue　Mist－」(パラミタミュージアム・求龍堂/2003年)
- 「変容の刻 －Metamorphse－」(パラミタミュージアム/2007年)
- 「火・水（KAMI）―新しい死生学への挑戦」(晃洋書房/2010年)